# Mundia elpenor
Frango-d'água-de-ascensão ou frango-de-água-de-ascensão (Mundia elpenor) foi uma espécie de ave incapaz de voar da família dos ralídeos. Era endêmica das Ilha de Ascensão, no Atlântico Sul. O único registro dessa ave foi feito em 1656 e acredita-se que foi extinta devido à predação por gatos e ratos introduzidos na ilha pelos humanos. Outra espécie de ralídeo de Ascensão, Porzana astrictocarpus, parece ter sido extinta antes, no século XVI.